# Burmesische Badmintonmeisterschaft 1960
Die Burmesische Badmintonmeisterschaft 1960 fand in Rangun statt. Es war die zwölfte Auflage der nationalen Titelkämpfe von Myanmar (Burma) im Badminton.	

## Titelträger
| Disziplin    | Sieger                    |
| ------------ | ------------------------- |
| Herreneinzel | Khin Maung Aye            |
| Dameneinzel  | Pamela Fink               |
| Herrendoppel | Maung Hla Aung Myint      |
| Damendoppel  | Pamela Fink Dulcie Comber |
| Mixed        | Maung Hla Thida           |